# 荥经县
荥经县（四川话拼音：Yun2jin1；国际音标：[yn121tɕin45]）在中华人民共和国四川省中部偏西、青衣江流域，是雅安市所辖的一个县。

## 縣名
關於縣名為「榮經縣」或者是「滎經縣」，古代文獻上都用，但最早出現「滎經縣」在明代復置縣後，而「榮經縣」從唐代就開始使用。明代以後作縣名時仍以「榮經縣」為多，作水時則作「滎水」。現當地人讀縣名仍為「榮（yun）經縣」的讀音。

## 历史沿革
战国时秦惠文王更元十三年（公元前312年）置严道县，治所在六合乡古城村。唐武德三年（620年）改置荣经县，治所在严道镇。明洪武十三年（1380年）复置荥经县（荣字改木从水），隶属四川省承宣布政使司—雅州。民国28年（1939年）建西康省，县隶之。1950年2月11日成立荥经县人民政府，隶属西康省雅安专区。1955年撤销西康省并入四川省，荥经县隶属四川省雅安专员公署。2000年6月14日雅安撤地设市，荥经县隶属地级雅安市。

## 行政区划
荥经县下辖1个街道办事处、7个镇、2个乡、2个民族乡：
严道街道、花滩镇、龙苍沟镇、牛背山镇、新添镇、青龙镇、荥河镇、五宪镇、安靖乡、民建彝族乡、泗坪乡和宝峰彝族乡。

## 景点

### 牛背山
牛背山位于四川省雅安市荥经县境内，与泸定县交界，属二郎山分支，是青衣江、大渡河的分水岭，山顶海拔3600米，因山顶一面悬崖有巨石突出酷似牛头，山脊细长貌似牛背而得名。

### 龙苍沟
龙苍沟国家森林公园是以森林植物多样性和水景为主，集生态观光、旅游度假、生态游乐、文化娱乐、科普教育于一体的生态型国家公园，它位于四川省雅安市中部的荥经县境内，离省会成都196公里，是距成都最近且生态保护最完好的国家级原始森林公园。

### 云峰寺
云峰寺是一个以宗教文化为支撑的风景名胜地，距荥经县城4公里，景区总面积15平方公里，年均气温15℃，最低海拔1010米，最高海拔2628米。该景区由宗教文化区、农业生态区、自然生态观光区、三部分构成。

## 特產
- 砂器：中国地理标志产品。
- 砂鍋
- 哒哒面[5]